# San Juan Nepomuceno (Kolumbien)
San Juan Nepomuceno ist eine Gemeinde (municipio) im Departamento Bolívar im Norden von Kolumbien.

## Geographie
San Juan Nepomuceno liegt im Zentrum von Bolívar, 72 km von Cartagena entfernt und hat eine Durchschnittstemperatur von 27 °C. An die Gemeinde grenzen im Norden Mahates, El Guamo und Calamar, im Osten Tenerife im Departamento del Magdalena, im Süden San Jacinto und Zambrano und im Westen María La Baja.

## Bevölkerung
Die Gemeinde San Juan Nepomuceno hat 34.012 Einwohner, von denen 27.412 im städtischen Teil (cabecera municipal) der Gemeinde leben (Stand 2019).

## Geschichte
Auf dem Gebiet des heutigen San Juan Nepomuceno lebte vor der Ankunft der Spanier das indigene Volk der Malibúes. Der Ort selbst wurde 1776 von Antonio de la Torre y Miranda gegründet. Seit 1870 hat San Juan Nepomuceno den Status einer Gemeinde.

## Wirtschaft
Die wichtigsten Wirtschaftszweige in San Juan Nepomuceno sind Rinderproduktion und Landwirtschaft, insbesondere der Anbau von Yams, Maniok, Bananen und Mais.